# Судан
Судан (арап. السودان, транслит. , енгл. Sudan), такође познат као Северни Судан од независности Јужног Судана, или званично Република Судан (арап. جمهورية السودان, транслит. , енгл. Republic of the Sudan), држава је у северној Африци која излази на Црвено море.
На северу се граничи са Египтом, на истоку са Еритрејом, на југоистоку са Етиопијом, на југу са Јужним Суданом, на југозападу са Централноафричком Републиком, на западу са Чадом и на северозападу са Либијом. Са површином од преко 1,8 милиона km², Судан је трећа је држава по површини на афричком континенту. У земљи према процени из 2009. живи око 42 милиона становника. Главни град је Картум, а највећи Омдурман.
Република Судан је независна од 1. јануара 1956. године од Уједињеног Краљевства. Од 9. јула 2011. године, Јужни Судан је након одржаног референдума о независности одвојио се од Судана као независна држава.

## Етимологија
Име државе је скраћено име средњовековног арапског назива Bilād as-Sūdān (земља црнаца), чиме је у конкретном случају означавано хришћанско царство у Нубији. Судан је такође назив и за истоимену регију, због чега може доћи до одређених забуна.

## Географија

### Положај
Држава се простире у источном делу северне Африке. Судан једним делом припада истоименој регији и зони Сахела. Припада јој 853 км обале Црвеног мора. Са површином од 1.886.068 км² то је трећа највећа афричка држава. На северу се граничи са Египатом и Либијом, на западу са Чадом и Централноафричком Републиком, на југу са Јужним Суданом и Етиопијом, а на истоку са Еритрејом и излази на обалу Црвеног мора.

### Геологија и рељеф
Највећи део земље заузима висораван (300 до 1000 m) коју пресеца неколико планина. Најзначајнији планински ланац је Џебел Мара на западу. Највиша тачка земље је 3.187 m високи врх Кињети близу границе Уганде.
Рељеф Судана одређен је долином реке Нил и околним планинским ланцима. Тако се на североистоку уздиже горје Џибал Ал-Бахр ал-ахмар у истоименој савезној држави на обали Црвеног мора, које досеже надморску висину од 2.259 m. Југозападну границу долине Нила представљају североекваторијални и централноафрички праг, који уједно представљају и вододелницу између речних система Нила и Конга. На западу Судана налази се базалтно горје на платоу Мара, чије највише узвишење угашени вулкан Мара са 3.042 m је уједно и највиши врх Судана те чини географску границу према долини Чада. У централном делу земље уздиже се горје Нуба, надморске висине између 500 и 1.325 m. На северу крајолик са обе стране Нила прелази у Сахарску пустињу, при чему се део западно од Нила сматра делом Либијске, а део источно од Нила делом Нубијске пустиње. У подручју Картума, где спајањем Белог и Плавог Нила настаје Нил, налази се широка равница, претежно састављена од глине.

### Воде
Земљу у смеру север-југ пресеца долина реке Нил која настаје код Картума спајањем Белог и Плавог Нила. Све суданске реке припадају сливу Нила и користе се за наводњавање, пловидбу и као извор хидроенергије.
На северу земље налазе се Либијска и Нубијска пустиња, готово без биљног покривача. На југу се простиру саване и тропске мочваре, а на истоку, западу и крајњем југу планине.

### Клима
Клима је на југу тропска, а на северу врућа пустињска. Количина падавина драстично опада од југа ка северу. Кишна сезона траје од јула до септембра на северу, док на југу траје од јуна до новембра. Током сушне сезоне честе су пешчане олује које некада потпуно затамне дан. Главни еколошки проблеми су ерозија тла и ширење пустиње.
Високе температуре и летње кише, нарочито на југу земље обележје су тропске климе Судана. У кишном периоду између априла и новембра, количина падавина се креће од 1.500 mm на југу до мање од 100 mm на северу земље. Средње месечне температуре крећу се од 24 до 32 °C. При томе због утицаја пустињске климе понекад на северу Судана температуре досежу и до 41 °C по дану, док се ноћу спуштају на само 4 °C.

### Флора и фауна
Вегетација се креће од најоскуднијих биљака у северним пустињама и полупустињама преко савана прекривених трновитим жбуњем у зони Сахела, сувих савана са високом травом, до влажних савана. Површина покривена шумом је смањена за 1,4% у периоду од 1990. до 2000. године. Разноликост животињског света огледа се нарочито у централном Судану где живе афрички слонови, афрички биволи, жирафе, антилопе, хијене, лавови, нилски коњи и крокодили као и многобројне птице грабљивице и водене птице.

### Национални паркови
У Судану постоје три национална парка (стање из 2014) и три заштићена водена подручја. Поред њих, систем заштићених подручја обухвата и природне резервате и заштићене резервате за птице. Планина Баркал са историјским градом Санам стављени су на UNESCO списак светске баштине и заједно чине Напату, античку престолницу краљевства Куш.

## Становништво
Према попису из 1981. број становника износио је 21 милион. Због грађанског рата пописи од тада нису спровођени, а према проценама из 2003. Судан је имао 38 милиона становника. Становништво брзо расте у ширем подручју главнога града Картума (Картум-Омдурман-Северни Картум) у којем живи од 6–7 милиона људи, укључујући и 2 милиона избеглица из подручја на југу земље захваћених сукобима и пољопривредних зона погођених сушом.
Судан је снажно обележен присутношћу две различите културне традиције – арапске на северу и афричке на југу. Унутар сваке од њих постоје стотине етничких, племенских и језичних група што изузетно отежава делотворну међусобну сарадњу.
Сви подаци о становништву пре 2011. године односе се на Судан пре отцепљења Јужног Судана 9. јула 2011. године. Због тога се наилази на различите податке. Они се крећу у зависности од различитих извора од 30,9 милиона становника (процена октобар 2013, министарство спољашњих послова Немачке), преко 36.163.778 (процена 2013, PopulationData.net) до 45.047.502 становника. Посљедња цифра из јула 2011. године односи се на Судан пре отцепљења Јужног Судана. За 2012. године по публикацији CIA World Fact Book, број становника некадашњег целокупног Судана износио је 34.204.710, док се 8.260.490 становника односило само на Јужни Судан. По тој процени, на данашњи (северни) Судан отпадало је након отцепљења југа тек нешто мање од 26 милиона становника.
Око 38,9% Суданаца 2003. године живело је у градовима; са центром насељености у Картуму. Око 39,5% становника исте године било је млађе од 15 година. Стопа раста становништва износила је 2,48% годишње (стање 2011). Просечна старост становништва износи 18,3 године (стање 2006). Просечна очекивана старост износи 62,57 година, при чему се за мушкарце износи 60,58 година а за жене 64,67 година (стање 2012).
Већи део земље заузимају северне покрајине у којима се налази и већина урбаних средишта. Становници северног Судана већином су Арапи око 50%, на истоку живе Бедзаји око 6%, уз Нил на северу живе Нубијци око 8%, а на западу живе Фури. Око 2% становништва који говоре арапски такође говоре и многе домаће језици. Арапи су продрли у Судан из Египта од седмог века и полако етнички и језички асимилирали домороце.
Јужно од десете паралеле, ова велика земља насељена је углавном народима негроидне расе Нилске групе народа; то су Динке 11%, Неур 5%, Азанде 3%, Силух 2% и Бари 2%. Ове групе су карактеристичне по веома високом расту, баве се углавном сточарством и риболовом. Религија: Већина становништва око 70% су сунитски муслимани, ислам преовладава у северним и централним крајевима земље, остатак популације су анимисти бројни на југу, око 10% су хришћани (римокатолици 2 милиона, англиканци 1,2 милиона, протестанти 400 000, копти 20 000) такође на југу земље.
Већи део становништва концентрисан је у долини Нила и његових притока. Особито је велика густина насељености у главном памучном подручју земље, северном делу међуречја Белог и Плавог Нила. Пустињски предели на северу и северозападу готово су ненасељени.
Осим агломерације главног града величином се истиче и Порт Судан на обали Црвеног мора.

### Религија
Ислам је државна религија Судана. До јула 2011. у Судану, који је обухватао и данашњи Јужни Судан, око 70% становништва били су сунитски муслимани, око 25% анимисти и око 5% хришћани. Немуслимани живе углавном на југу државе и у главном граду. Шеријатски закони и данас су на снази и део су државног пројекта исламизације земље. Присталице некадашњег самопрозваног Мехдија (Мухамеда Ахмеда) данас су у политичкој позадини. Међу муслиманским становништвом раширени су различити суфијски редови (тарикати). Ту спадају Кадирије, те од 19. века раширена братства Саманија и Катимија. Противно званичним исламским стајалиштима, у либералном суданском друштву раширени су неки традиционални народни ритуали и култови као што је култ цара.
Хришћани су већински припадници римокатоличке цркве у Судану, која се почела ширити на југу око 1900. године у подручју Вау истовремено са британском англиканском црквом и њеним мисионарима око јужносуданског града Бор. Америчка презбитеријанска црква добила је код Нуера на подручју горњег Нила једно гробље за своје припаднике. Од краја грађанског рата на југу се јако шире америчко-евангелистичке мисије и групе. На северу постоји и једна коптска заједница, која углавном потиче из Египта. На југу Судана заступљене су и традиционалне религије као што је динка. Атеисти и нерелигиозне особе су врло ретке.

## Историја

### Стари и средњи век
У старом су веку у долини горњег Нила, на подручју познатом као Нубија, постојала три кушитска и мероетска краљевства. На њих је велик утицај извршила цивилизација Старог Египта с којом су се често сукобљавали, али и трговали и преузимали њене културне обрасце. За стари Египат, Нубија је била важна као извор злата и робова, а почетком 12. династије (од 1991. до 1785. п. н. е.) спојена је са Египтом. Као посљедица распадања новог Египатског царства у 12. веку п. н. е., настало је у Нубији у 9. веку п. н. е. краљевство Куш које се одржало све до 4. века. У периоду од 712. до 664. п. н. е. кушитска династија владала је целим Египтом.
У трећем или четвртом веку на подручје Судана проширило се хришћанство. Отприлике истовремено са покрштавањем овог подручја до 6. века формирала су се три нубијска краљевства Нобатија, Макурија и Алодија.
Средином 7. века са севера долази ислам који током следећих 1.000 година постаје доминанта вера. Важна краљевства средњовјековног Судана била су Макурија и Сенар. Године 651. Нубија потписује мировне споразуме са исламским Египтом, којим у то време владају Арапи. Све до 14. века међу међу њима владају релативно стабилни односи. У централном Судану настали су султанати Дарфур и Сенар, који су имали одређени значај све до 18. века. После покрштавања и настанка хришћанског краљевства, Судан је у периоду од 14. до 16. века, уз изузетак југа, постао готово у потпуности исламски.

### 19. век
Године 1820. Суданом је завладао суседни Египат. Египатска власт, а посебно покушај укидања ропства у другој половини 19. века, који су подржале западне колонијалне силе, изазвали су велико незадовољство Суданаца. Тако је 1880-их избила побуна под водством Мухамеда ибн Абдале (Махдија) која је након почетних великих успеха, крунисаних освајањем Картума 1885. и успоставом државе, ипак угушена победом британске војске 1898. Судан је формално био под контролом Уједињеног Краљевства и Египта, а de facto под управом Британаца који су га поделили на напреднији арапски север и афрички југ који је препуштен хришћанским мисионарима.

### Независност и грађански ратови
Годину дана пре стицања независности 1956. на југу је избио грађански рат због незадовољства тамошњих хришћана хегемонијом муслимана у политичком и економском животу земље. Мировни споразум је постигнут 1972. после 17 година борби. Рат се поново распламсао 1983. након укидања договорене аутономије југа и увођења елемената шеријата у суданске законе.
Након што је египатски краљ Фарук I свргнут током револуције 1952. године и одређеног вакуума у припреми за промену власти у Египту, Судан је искористио шансу за припрему своје независности. Споразумом са Египтом и Великом Британијом окончана је власт Египта над Суданом и проглашена независност Судана 1. јануара 1956. године. На првим парламентарним изборима као победник изашла је национална унијска странка (Umma), а њен председник Исмаил ел Азхари постао је први премијер Судана. Већ исте године због унутарстраначких разлика на место премијера дошао је његов ривал Абудулах Халил. Дошло је политичке нестабилности те је 1958. извршен војни удар. Генерал Абуд се супротставио незадовољствима, заверама те грађанским ратом у Јужном Судану. И поред његове оставке 1964. и предаје власти цивилним властима под премијером Сир ел Хатим ел Халифом, није дошло до политичке стабилности ни у наредним годинама. До 1969. на месту премијера биле су чак четири особе.
Ситуацију је искористила војска те је пуковник Џафар Нумејри извршио у мају 1969. нови војни удар. Нумејријева политика се оријентисала на њен египатски узор у лику Насера те су спроведене неке социјалистичке и панарапске реформе. На власт је доведена Суданска социјалистичка унија (SSU) као једина странка у држави. Краткотрајно 1971. године ударом је свргнута комунистичка партија, да би врло брзо поново дошла на власт. Нумејри је изабран за премијера, те је 1972. године успео да оконча 17-тогодишњи грађански рат између владе и побуњеника у Јужном Судану.
Године 1981. влада преображава државу у исламску, те је 1983. године проглашен шеријатски закон у целој земљи, као и у тада аутономном јужном Судану. Поништавањем споразума из Адис Абебе насилно је укинута аутономна јужносуданска влада. То је изазвало нови грађански рат у јуну 1983. године. Политички немири у земљи су поновно довели до војног удара 1985. под заповедништвом генерала Абдурахмана Сувар ад-Дахаба. Међутим, шеријат је и даље остао на снази. На место премијера 1986. поновно је изабран Садик ел Мехди.
До новог војног удара дошло је 1989. због политичке нестабилности у земљи када генерал-поручник Омар ел Башир преузима власт и уводи политику по узору на Нумејријеву. Иако је од тада суверено владао земљом као председавајући Националног већа команде за спас нације, неуспешно је покушавао да повратити власт над југом земље. У периоду 1983. до 2005. у Судану се без престанка водио грађански рат. Почетком 2003. сукобиле су се провладине паравојне снаге џанџавида и неарапски исламски герилци у источној покрајини Дарфур. И влада и побуњеници су оптужени за масовна кршења људских права у овом сукобу. Фебруара 2004. влада је прогласили победу, али су побуњеници задржали контролу у неким сеоским подручјима. Сматра се да је џанџавидска милиција масакрирала више од 50.000 људи. Током трогодишњег сукоба страдало је више од 300.000 људи. Око 3 милиона људи су постали избеглице.
Напокон 2005. године долази до мировног споразума између владе у Картуму и побуњеника на југу. Њиме је загарантована аутономија Јужног Судана и предвиђен референдум који је одржан од 9. до 15. јануара 2011. године. Након референдума, Јужни Судан је прогласио независност у 9. јула 2011. године. Коначни резултати објављени су 7. фебруара и према њима 98,83% гласача определило се за отцепљење. Званично, Јужни Судан прогласио је независност 9. јула 2011. године.
Џон Гаранг је погинуо у хеликоптерској несрећи 31. јула 2005. у Уганди. То је у земљи изазвало сукобе у којима је погинуло 130 људи.
Због рата две фракције војно-безбедносних снага, 10,7 милиона грађана је завршно са јануаром 2024. било у расејању.

## Влада
Званично, политика Судана одвија се у оквирима федералне председничке демократске републике са вишестраначким политичким системом, где је председник Судана истовремено шеф државе, шеф владе и врховни командант суданских народних оружаних снага. Законодавна моћ је подељена на владу и дводомни парламент са доњим домом Националном скупштином Судана којег чини 450 заступника и горњим Већем држава Судана са 50 чланова, сви изабрани на мандат од шест година. Судска власт је независна, а на њеном челу је Уставни суд Судана.
Међутим, након другог суданског грађанског рата (1983–2005) и данашњег рата у Дарфуру, истина мањег интензитета, Судан се у међународној политици углавном сматра као ауторитарна држава у којој сву ефективну политичку моћ има председник Омар ел Башир и владајућа Национална конгресна странка Судана. Од 1993. године Судан је трансформисан у исламску једностраначку државу када је ел Башир расформирао револуционарно командно веће и основао Национални исламски фронт (НИФ) са новим парламентом и владом састављеном искључиво од чланова НИФ-а. Истовремено, структура регионалних управа замењена је стварањем 26 савезних држава са гувернерима на челу чиме је Судан постао федерална република. Извршне функције су подељене између НЦП, СПЛА, суданског Источног фронта и фракција Umma странке и Демократске унионистичке странке (ДУП).
Омер ел Башир је био кандидат на председничким изборима 2010. године, што су били први слободни избори са учешћем више политичких странака након 24 године. Његов политички ривал био је потпредседник Салва Кир Мајардит, вођа СПЛА и тренутни председник независне државе Јужни Судан.

## Административна подела
Судан је подељен на 18 савезних држава (вилајета, једн. вилајет, арап. ولایت). Они се даље деле на 133 дистрикта.
- Ал Џазирах
- Ал Кадариф
- Плави Нил
- Централни Дарфур
- Источни Дарфур
- Касала
- Картум
- Северни Дарфур
- Северни Курдуфан
- Север
- Црвено море
- Река Нил
- Сенар
- Јужни Дарфур
- Јужни Курдуфан
- Западни Дарфур
- Западни Курдуфан
- Бели Нил

## Привреда
По проценама из 2010. године, Судан се сматрао 17. најбрже растућом економијом света, а брзи развој државе заснован углавном на високим приходима од нафте, чак и поред међународних санкција, запажен је и описан у једном чланку Њујорк тајмса из 2006. године. У периоду од четири године до 2014, буџет суданске владе износио је око 140 милиона фунти на годишњем нивоу, а британско одељење за међународни развој (UKaid) дало је од 30 до 54 милиона фунти помоћи. Због отцепљења Јужног Судана, где се налазило преко 80% нафтних поља Судана, економски развој Судана након 2011. године и даље је врло неизвестан. Међутим, и пре отцепљења југа, економија земље се суочавала са бројним проблемима, мада је расла врло ниским стопама са врло ниске базе. У последњих десет година, раст је био врло спор и по подацима Светске банке укупни раст БДП-а у 2010. години износио је 5,2% у односу на раст у 2009. године од 4,2%.
Иако је историјски пољопривреда била основни извор прихода, запошљавајући преко 80% Суданаца и сачињавајући око трећине привредног сектора, ипак је нафтна индустрија након 2000. године највише утицала на развој Судана. Данас, ММФ заједно са владом у Картуму ради на имплементацији квалитетније макроекономске политике. Ово је уследило након турбулентног периода 1980-их када је дуг Судана према ММФ-у и Светској банци експоненцијално нарастао кулминирајући коначно суспензијом државе из ММФ-а. Програм помоћи је на снази од почетка 1990-их, као и контрола девизних курсева и резерви страних валута.
Стопа инфлације у Судану у 2013. години износила је 32,1% (по индексу потрошачких цена). Незапосленост је 2022. години износила је 19,3% док је око 9% становништва је било испод прага сиромаштва.

## Саобраћај

### Друмски
До 1970. године постојао је само један асфалтирани пут између Картума и Вад Маданија. До 1980. уз помоћ других држава и у етапама асфалтирани су други правци преко Касале до Порт Судана (око 1.200 km). Око 1990. од 20-25.000 km укупне мреже путева у Судану било је тек 3.000-3.500 km асфалтирано. Подаци из 1996. године наводе 11.900 km неасфалтираних путева и 4.320 асфалтираних. Од 2000. године захваљујући побољшању у привреди и великим приходима од извоза нафте, убрзана је изградња и модернизација свих цеста у северном Судану. Крајем 2008. путна мрежа између градова у подручју Ел-Обеида на западу преко Касале и Порт Судана на истоку наново је асфалтирана. Асфалтиране су и попречне цесте од Порт Судана преко Атбаре и Мерове до Дункуле.
У Јужном Судану тек од 2005. је било могуће почети са модернизацијом и изградњом путева након што су окончана непријатељства и грађански рат. Пре изградње путева, до тада макадамски путеви су прво морали бити очишћени од мина. Најважнији путни правци на југу су према Гулуу у Уганди, који је до 2008. године био у врло лошем стању, а објављени су планови о завршетку макадамског пута од Џубе (Јужни Судан) преко Вауа до Картума.

### Железнички
Железнички саобраћај у Судану до данас није довољно развијен и не игра значајнију улогу у саобраћају у држави. Међутим до 1960-их он је имао готово потпуни транспортни монопол у земљи. Поред националне мреже, у Капспуру постоји још и мрежа уског колосека од 610 , такозвана Гезира железница, која је настала у склопу пројекта Гезира, а има само регионални значај.

### Авиосаобраћај
У Судану постоји 16 асфалтираних аеродрома (стање 2013.) од чега су два аеродрома са пистама преко 3.047 m, 10 аеродрома са пистама од 2.438 m до 3.047 m, и 4 аеродрома са пистама краћим од 2.437 m. Осим ових, у Судану постоји и 58 аеродрома без асфалтираних писта и 6 хелиодрома.

## Култура
Судан је снажно обележен присуством две различите културне традиција – арапске на северу и афричке на југу. Унутар сваке од њих постоје стотине етничких, племенских и језичних група што отежава ефикасну међусобну сарадњу.
Већи део земље заузимају северне покрајине у којима се налази и већина урбаних средишта. Становништво је тамо углавном муслиманско, а уз арапски говоре се и многи домаћи језици. Судан има 597 група које говоре преко 400 различитих језика и дијалеката.
Култура је раније била веома развијена. На северу постоје пирамиде које су стрмије од египатских. Такође јужни је део имао одређене везе с Византијом. Песништво и књижевност су се развијали с надолазећим утицајима арапске културе. Култура је такође била инспирисана устанцима и ратовима. После Другог светског рата долази до развоја модерне књижевности. Године 1910. написана је прва суданска драма.

### Спорт
У Судану је два пута одржан Афрички куп нација у фудбалу: 1957. и 1970. године. Управо 1970. као домаћин, репрезентација Судана је по први и, до данас, једини пут постала шампион Африке.

## Филателија
Прве модерне поште у Судану отворене су 1867. године у Суакину и Вади Халфи, те 1873. у Донголи, Берберу и Картуму, те 1877. године у Сенару, Каркуку, Фазоглу, Елкедарефу, Ел Обејду, Ал-Фашеру и Фашоди (данас Кодок). Због Мехдијевог устанка који је започео 1881. године, све египатске пословнице поште су затворене до 1884. године. Након што су се Египћани и Британци повукли из Судана, земља је остала без поштанске службе све до поновног освајања Судана 1896. године. Када је кампања освајања започела у марту 1896. године, поштанска служба је била доступна само војсци али поштанске марке нису кориштене.
До издавања првих суданских марака 1897. године, кориштене су египатске марке. Количина поштанских пошиљки била је мала па је кориштен врло мали број марака. Између марта и јула 1885. године у Суакину су се користиле британске поштанске марке од 2½ и 5d. Индијске марке су се такође користиле у истом подручју, са ознаком Савакин или Суакин између 1884. и 1899. године. Од 1. марта 1897. године тадашње египатске марке са прештампаним називом  на француском и арапском, постале су доступне у поштама Судана. Вредности марака биле су од 1, 2, 3 и 5 милиема и 1, 2, 5 и 10 пијастера. Прештампавање назива извршила је штампарија Imprimerie Nationale, Boulaq из Каира.

### Влада
- Влада Судана

### Новости
- AllAfrica.com - Sudan вести
- Guardian Unlimited - Special Report: Sudan
- „Sudan News Agency (SUNA)”. and „SunaSMS”. government sites
- „Yahoo! News Full Coverage - Sudan”. news headline links

### Преглед
- BBC News Country Profile - Sudan
- „CIA World Factbook - Sudan”. Архивирано на веб-сајту  (3. септембар 2005)
- Library of Congress - Country Study: Sudan data as of June 1991

### Директоријуми
- „Arab Gateway - Sudan”.
- „LookSmart - Republic of Sudan”. directory category
- „Open Directory Project - Sudan”. directory category
- Stanford University - Africa South of the Sahara: Sudan directory category
- „The Index on Africa - Sudan”. directory category
- University of Pennsylvania - African Studies Center: Sudan directory category
- „Yahoo! - Sudan”. directory category

### Остало
- „Sudan.net”. portal
- Sudaneseonline.com portal
- „Sudani.com Portal”.